# Бенито Хуарез, Бреча 121 ентре Сур 93 и Сур 96 (Ваље Ермосо)
Бенито Хуарез, Бреча 121 ентре Сур 93 и Сур 96 (шп. Benito Juárez, Brecha 121 entre Sur 93 y Sur 96) насеље је у Мексику у савезној држави Тамаулипас у општини Ваље Ермосо. Насеље се налази на надморској висини од 12 м.

## Становништво
Према подацима из 2010. године у насељу је живело 8 становника.

### Хронологија
| Година       | 2000       | 2005 | 2010 |
| ------------ | ---------- | ---- | ---- |
| Становништво | 14 (8 / 6) | 3    | 8    |

### Попис
| # | Индикатор                     | Вредност |
| - | ----------------------------- | -------- |
| 1 | Укупно домаћинстава           | 4        |
| 2 | Укупно насељених домаћинстава | 2        |
| 3 | Величина локације             | 1        |